# جزيرة سان سلفادور
جزيرة سان سلفادور، المعروفة سابقًا باسم جزيرة واتلينغ، هي جزيرة ومنطقة تابعة لجزر البهاما، تشتهر بكونها الموقع المحتمل لأول هبوط لكريستوفر كولومبوس على الأمريكتين في 12 أكتوبر 1492 خلال رحلته الأولى. هذه الأهمية التاريخية، وشواطئ الجزيرة الاستوائية، وقربها من الولايات المتحدة، جعلت السياحة محورًا أساسيًا للاقتصاد المحلي. يبلغ عدد سكان الجزيرة 824 نسمة (2022). أكبر بلدة فيها ومقر الحكومة المحلية هي كوكبيرن.